# Route du Mackenzie
Pour les articles homonymes, voir Mackenzie et Route 1.
La route du Mackenzie (Mackenzie Highway en anglais) est une route du Nord de l'Alberta et des Territoires du Nord-Ouest, au Canada. Elle commence en tant que l'autoroute 2 de l'Alberta, au « kilomètre zéro », à Grimshaw. Après les premiers 4 km, elle devient la Route 35 (Alberta) de l'Alberta pour le reste de son parcours dans cette province. Aux Territoires du Nord-Ouest, elle devient la route 1 (Highway 1 en anglais). Dans ce territoire, elle rejoint le fleuve Mackenzie près de son point d'origine et le longe jusqu'à la localité de Wrigley.

## Description de la route
Amorcé en 1938, juste avant la Seconde Guerre mondiale, le projet de construction de la route du Mackenzie a dû être abandonné au début du conflit. Il a été repris à la fin des années 1940 et la route s'est rendue jusqu'à Hay River en 1948 ou en 1949. Cependant, à cette époque, certaines parties de la route étaient difficilement praticables.
En 1960, la route a été prolongée depuis Enterprise, une localité située à 39 km au sud de Hay River, vers le nord-ouest jusqu'à Fort Providence, vers le nord jusqu'à Behchoko (alors Rae-Edzo), puis vers le sud-est jusqu'à Yellowknife, la ville qui devint la capitale du territoire en 1967. Aujourd'hui, à partir de Fort Providence, la prolongation de la route s'appelle route de Yellowknife (route 3) et ne fait plus partie de la route du Mackenzie. De même, les 39 kilomètres séparant Enterprise et Hay River sont maintenant considérés comme une route à part entière : la route de Hay River (route 2).
Vers 1970, un nouvel axe de la route a été construit depuis le point où elle traverse le fleuve Mackenzie, au sud de Fort Providence, jusqu'à Fort Simpson, à quelques centaines de kilomètres à l'ouest, le long du fleuve. En 1971, quand cette dernière partie a été ouverte au public, on a lancé les travaux pour préparer le prolongement de la route jusqu'à Wrigley, travaux qui ont rapidement été abandonnés. Ce prolongement, qui comprend des traverses en ferry et sur des ponts de glace, n'a finalement été terminé qu'en 1994.
Près de Fort Simpson se trouve la jonction entre la route 1 et la route de la Liard (route 7), une route direction sud qui suit le cours de la rivière Liard jusqu'à la localité de Fort Liard, puis rejoint Fort Nelson, en Colombie-Britannique.
Plusieurs études socio-économiques sont en cours en ce qui concerne le prolongement de la route depuis Wrigley jusqu'à la région du delta du Mackenzie, où elle rejoindrait la route Dempster et, éventuellement, l'océan Arctique.